# Setina postimpuncta
Setina postimpuncta är en fjärilsart som beskrevs av Taco Hajo van Wisselingh 1961. Setina postimpuncta ingår i släktet Setina och familjen björnspinnare. Inga underarter finns listade i Catalogue of Life.